# Malva neglecta
Malva neglecta é uma espécie de planta com flor pertencente à família Malvaceae. 
A autoridade científica da espécie é Wallr., tendo sido publicada em Sylloge Plantarum Novarum 1: 140–142. 1824.

## Portugal
Trata-se de uma espécie presente no território português, nomeadamente em Portugal Continental.
Em termos de naturalidade é nativa da região atrás indicada.

## Protecção
Não se encontra protegida por legislação portuguesa ou da Comunidade Europeia.